# Ruben van Gogh
Ruben van Gogh (Dokkum, 22 februari 1967) is een Nederlands dichter.
Ruben van Gogh is dichter, bloemlezer en presentator. Hij debuteerde in 1996 met De Man van Taal. Daarop volgde in 1999 de bundel De hemel in, de hemel uit. Deze twee bundels werden in 2001 gezamenlijk herdrukt in Aan het eind van het begin. Vervolgens schreef hij de bundel Zoekmachines en in januari 2006 verscheen zijn vierde bundel: Klein Oera Linda, een bundel met afwijkende typografie, die een alternatieve wijze van poëzie lezen vereist.
Van Gogh was in 1999 de samensteller van de bundel Sprong naar de sterren, de laatste generatie dichters van de twintigste eeuw, met werk van jonge aanstormende dichters waaronder: Bart FM Droog, Serge van Duijnhoven, Jo Govaerts, Ingmar Heytze, Peter Holvoet-Hanssen, Erik Menkveld, Ronald Ohlsen, Hagar Peeters, Ilja Leonard Pfeijffer, Alfred Schaffer, Ilse Starkenburg, Mustafa Stitou, Tommy Wieringa, Albertina Soepboer en Menno Wigman. De titel van de bundel was ontleend aan Arjan Witte's Kikkerbloed. De bundel deed nogal wat stof opwaaien onder meer vanwege de inleiding die Van Gogh bij de bundel schreef. Daarin ageerde hij onder meer tegen gevestigde dichters zoals Piet Gerbrandy die ‘openlijk toegeeft nooit televisie te kijken’.
Onder de titel We hebben elkaar lief vertaalde Ruben van Gogh een aantal liefdesgedichten van Jacques Prévert. De bundel kan gezien worden als een algemene kennismaking met het werk van deze populaire Franse dichter.
Van Gogh was onder meer te zien op het 2003 Taipei International Poetry Festival in Taiwan, bij Dichter aan Huis in Den Haag en op het Stockholms Poesifestival. In 2004 trad hij op in Milaan en stond hij op Lowlands. In 2005 was hij te horen als actualiteitsdichter voor VPRO's radioprogramma De Ochtenden. Verder presenteerde hij een avond tijdens Poetry International en trad hij op in Duitsland. Tevens schreef hij voor Yo! Opera Festival twee libretto's voor busopera's. In 2006 presenteerde hij met collegadichter Joost Zwagerman Poëzie in Carré en werd er een vloertekst van zijn hand onthuld in de entree van het Erasmus MC in Rotterdam. Ter gelegenheid van de start van de Ronde van Frankrijk 2015 in Utrecht schreef hij de tekst van  het lied Chanson Départ, dat op 5 juli uitgevoerd werd door een 1000-koppig koor.
Van Gogh is lid van het Utrechts Dichtersgilde, een groep dichters rond Utrechts stadsdichter Ingmar Heytze.

## Bron
Sprong naar de sterren; de laatste generatie dichters van de twintigste eeuw, Uitgeverij Kwadraat, Utrecht, 1999